# Chilkasa perhamata
Chilkasa perhamata là một loài bướm đêm trong họ Noctuidae.